# Ana Kobal Ziherl
Ana Ziherl roj. Kobal [ána kobál zíherl], slovenska socialna delavka, * 28. julij 1887, Škofja Loka, † 24. marec 1958, Ljubljana.

## Življenje in delo
Ana Ziherl je mati Borisa, Vande, Miloša in Branka.
Obiskovala je osnovno šolo v Škofji Loki pri uršulinkah. Med letoma 1903 in 1913 je bila v različnih administrativnih službah. Vsaj med 1910 in 1913 v Trstu. Tam se je poročila s sodnim uradnikom Josipom, ki je umrl konec leta 1944 v taborišču Dachau. Med letoma 1914 in 1917 z družino živela v Scheiflingu (Avstrija), potem v Škofji Loki do 1921, ko so se preselili v Ljubljano. Od leta 1933 je pomagala zaprtim komunistom v Sremski Mitrovici (tu je bil zaprt sin Boris). Leta 1934 je bila v njenem stanovanju IV. konferenca KPJ, članica je bila od leta 1935. Tedaj je delal tudi v glavnem odboru Rdeče pomoči, med vojno pa v okrožnem odboru Slovenske narodne pomoči. Njeno skrb za otroke ilegalcev med vojno je literarno upodobil Ferdo Godina v romanu Ko so cvetele marelice. Po vojni je bila načelnica skrbniškega oddelka za partizanske sirote na ministrstvu za socialno politiko LRS, upokojila se je leta 1950. Bila je predsednica AFŽ v Ljubljani. 
Spisala je nekaj člankov za Ljudsko pravico, Slovenskega poročevalca in Loške razglede. Prejela je spomenico 1941 in odlikovanja: red bratstva in enotnosti s srebrnim vencem, red zaslug za narod s srebrno zvezdo in red dela z rdečo zastavo (1957).
Leta 1969 so po njej poimenovali Ulico Ane Ziherlove v Zgornji Šiški.